# Шалфей Форскаля
Шалфей Форскаля (лат. Salvia forskahlii) — многолетнее растение, вид рода Шалфей (Salvia) семейства Яснотковые (Lamiaceae).

## Распространение и экология
Встречается в Болгарии, Греции и Малой Азии.
Растёт по сухим южным склонам, в кустарниках и сухих лиственных лесах.

## Ботаническое описание
Растение высотой 35—60 см.
Стебель прямой, простой, равен соцветию или в несколько раз короче его.
Листья почти все прикорневые, многочисленные, широко эллиптические или почти округлые, длиной 8—15 см, шириной 6—12 см, тупые или закруглённые на верхушке, при основании сердцевидные, по краю тупо двояко-зубчатые или городчатые, на черешках равных пластинке или превышающей её, с обеих сторон рассеянно опушённые. Стеблевые листья мелкие, сидячие.
Соцветие простое, длинное, из 6—12 широко расставленных шестицветковых ложных мутовок; чашечка широко колокольчатая, длиной 12 мм; венчик фиолетовый, длиной 2,5—3 см.
Орешки шаровидные, диаметром 2 мм, тёмно-бурые.

## Классификация

### Таксономия
Вид Шалфей Форскаля входит в род Шалфей (Salvia) подсемейства Котовниковые (Nepetoideae) семейства Яснотковые (Lamiaceae) порядка Ясноткоцветные (Lamiales).
|  |                                      |  |                                                             |                                                             |                      |  | ещё 21 семейство (согласно Системе APG II) | ещё 21 семейство (согласно Системе APG II)  |                                             |  |  |  | ещё 110—130 родов   | ещё 110—130 родов   |  |  |
|  |                                      |  |                                                             |                                                             |                      |  | ещё 21 семейство (согласно Системе APG II) | ещё 21 семейство (согласно Системе APG II)  |                                             |  |  |  | ещё 110—130 родов   | ещё 110—130 родов   |  |  |
|  |                                      |  |                                                             | порядок Ясноткоцветные                                      |                      |  |                                            |                                             | подсемейство Котовниковые                   |  |  |  |                     | вид Шалфей Форскаля |  |  |
|  |                                      |  |                                                             | порядок Ясноткоцветные                                      |                      |  |                                            |                                             | подсемейство Котовниковые                   |  |  |  |                     | вид Шалфей Форскаля |  |  |
|  | отдел Цветковые, или Покрытосеменные |  |                                                             |                                                             | семейство Яснотковые |  |                                            |                                             | род Шалфей                                  |  |  |  |                     |                     |  |  |
|  | отдел Цветковые, или Покрытосеменные |  |                                                             |                                                             |                      |  |                                            |                                             |                                             |  |  |  |                     |                     |  |  |
|  |                                      |  | ещё 44 порядка цветковых растений (согласно Системе APG II) | ещё 44 порядка цветковых растений (согласно Системе APG II) |                      |  |                                            | ещё 7 подсемейств (согласно Системе APG II) | ещё 7 подсемейств (согласно Системе APG II) |  |  |  | ещё 700 — 900 видов |                     |  |  |
|  |                                      |  |                                                             | ещё 44 порядка цветковых растений (согласно Системе APG II) |                      |  |                                            |                                             | ещё 7 подсемейств (согласно Системе APG II) |  |  |  |                     |                     |  |  |